# Дюбендорф
Дюбендорф (нем. Dübendorf) — город в Швейцарии, в кантоне Цюрих.
Входит в состав округа Устер. Население составляет 24 068 человек (на 31 декабря 2009 года). Официальный код — 0191.

## Население
| Год  | Население |
| ---- | --------- |
| 1467 | c. 225    |
| 1634 | 553       |
| 1710 | 1,031     |
| 1850 | 2,018     |
| 1900 | 2,544     |
| 1950 | 6,750     |
| 1970 | 19,639    |
| 2000 | 22,216    |
| 2009 | 24,068    |

## Транспорт
Дюбендорф связан железнодорожным и автобусным сообщением с центром Цюриха (10 минут), Винтертуром (20 минут) и другими населенными пунктами кантона Цюрих.
На военном аэродроме Дюбендорфа находится один из пунктов базирования Rega. В настоящее время на нем уже не базируется реактивная авиация. Rega это центр неотложной медицинской помощи при чрезвычайных ситуациях в горах или угрозе жизни людей и животных. Rega была создана 27 апреля 1952 доктором Bucher, считающим, что швейцарской организации спасения необходимы специализированные воздушные подразделения.